# Château de Vignory
Les vestiges du château de Vignory sont situés sur la commune française de Vignory, à 23 km au nord de Chaumont, dans le département de la Haute-Marne. Le donjon, la tour au Puits et les courtines sud sont classés monuments historiques depuis 1989 et la  tour canonnière est inscrite depuis 2022.

## Historique
Le château de Vignory était le lieu de résidence des seigneurs de Vignory. Il a été bâti au début du XIe siècle, mais il ne subsiste actuellement aucun élément de cette époque.
La première trace écrite du château remonte aux années 1050-1052. C'était à l'origine un castrum détenu  par le premier seigneur de Vignory, Guy.
Au début du XVe siècle, Jean IV de Vergy hérite de la majeure partie de Vignory et en fait relever les remparts avec l'aide de ses habitants.

## Description
Les monuments visibles aujourd'hui sont plus récents : le donjon (milieu du XIIe siècle) qui servait au seigneur pour recevoir ses sujets ; la tour au Puits (milieu du XVe siècle) destinée à la défense de l’entrée du village côté Chaumont ; différents remparts et tours de défenses côté Valnoise ; la grosse tour Canonnière (fin XVe siècle).

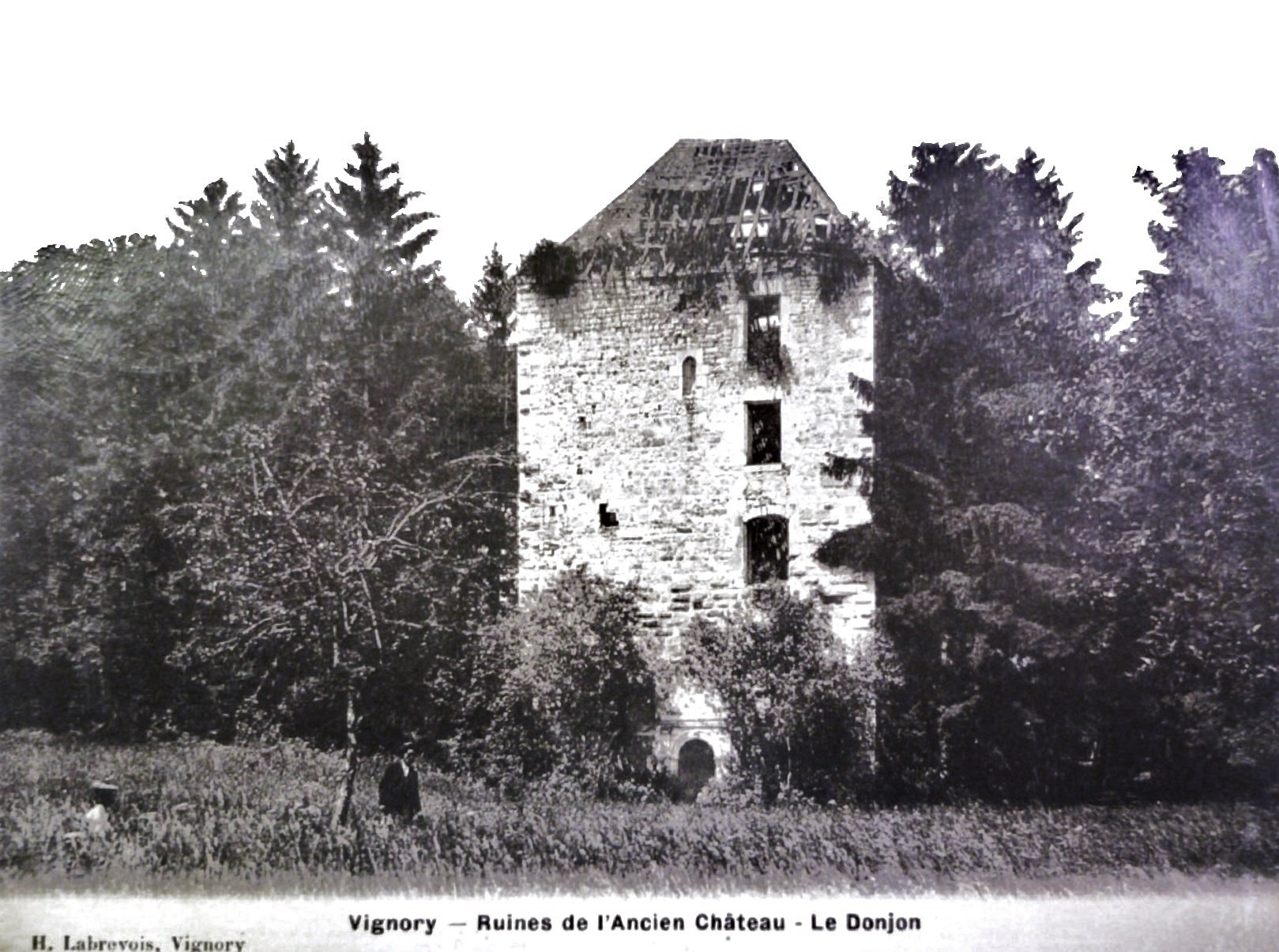
vue ancienne des ruines du Château

La façade, vers la vallée, fut complétée d'une porte Renaissance armoriée donnant de plain-pied sur la salle basse, probablement au temps d'Henri de Lenoncourt, pour qui Vignory fut érigé en baronnie en 1555. De l'enceinte du château ne restent que des segments de courtine et une grosse tour d'artillerie dominant la vallée et le village, dite tour du Puits, écrêtée en 1846. Cette tour située à l'extrémité de l'éperon sur lequel est bâti le château a été construite sur une source, d'où son nom, afin d'englober cette dernière dans l'enceinte fortifiée.
Deux autres tours de l'enceinte, démolies au cours du XIXe siècle, comportaient des canonnières, attestant l'importance de l'adaptation du château à l'artillerie. Le logis, auquel tenait une de ces tours, encore couverte en 1840, a complètement disparu. La tour d'habitation de la fin du XIIe siècle, qui possédait un rez-de-chaussée dépourvu d'accès depuis l'extérieur s'est écroulée le 7 juin 1913. L'étage noble était équipé d'une latrine. Des travaux de rénovation de la tour ainsi qu'un nettoyage des remparts côté Valnoise sont actuellement en cours.
Malheureusement d’autres monuments ont été détruits ou ont disparu faute de réparations : chapelle, maison seigneuriale, colombier, les deux porteries d’entrée et leur pont-levis, etc. Des maquettes reconstituant l’aspect originel du château sont visibles sur le site.